# اکتشاف و حفاری چاه‌های نفت

از گذشته تا به امروز روش‌های متفاوتی برای اکتشاف نفت به‌کار برده شده است. در آمریکا برای کشف نفت به گورهای سرخ پوستان نقب می‌زدند. نفت‌یابی دیگر، کلاهی کهنه بر سر می‌گذاشت و در چمنزاری می‌دوید تا اینکه کلاه می‌افتاد و وی آن محل را حفاری می‌کرد. بعد از آن حفاران برای کشف نفت در بستر رودخانه‌ها به کندوکاو پرداختند. سپس جستجو برای تاقدیسها یکی از راه‌های معتبر کشف نفت در طول تاریخ شد.
در اوایل قرن بیستم اکتشاف نفت بر مبنای نقشه‌برداری سطحی تاقدیسها بود. در میانه دهه ۱۹۲۰، به‌کارگیری روش‌های ژئوفیزیکی اکتشاف نفت را وارد مرحله تازه‌ای نمود. روش‌های لرزه‌ای و گرانشی در یافتن نفت‌های گنبدهای نمکی سواحل خلیج مکزیکو ایالات متحده بسیار کارآمد بوده است. در سال‌های بعد روش‌های چاه نگاری الکتریکی، صوتی و پرتوزایی مورد استفاده وسیعی قرار گرفتند. سپس استفاده از عکس‌های هوایی به‌خصوص در مناطق فاقد پوشش گیاهی بسیار کارآمد نشان دادند.
امروزه با وجود کامپیوتر روش‌های چندبعدی سنجش از دور و ژئوفیزیکی و ژئوشیمیایی سطحی ابزار جدید مهمی می‌باشند.